# Epicypta leefmansi
Epicypta leefmansi är en tvåvingeart som först beskrevs av Edwards 1935.  Epicypta leefmansi ingår i släktet Epicypta och familjen svampmyggor. Inga underarter finns listade i Catalogue of Life.